# HD 30985
HD 30985，又名CD-41 1593，SAO 217032、HR 1557，是一颗恒星，视星等为6.07，位于銀經245.54，銀緯-39.66，其B1900.0坐标为赤經4h 47m 1s，赤緯-41° -39.66′ 36″。